# Ногейра-да-Режедора
Ногейра-да-Режедора (порт. Nogueira da Regedoura)  —  район (фрегезия) в Португалии,  входит в округ Авейру. Является составной частью муниципалитета  Санта-Мария-да-Фейра. Находится в составе крупной городской агломерации Большой Порту. По старому административному делению входил в провинцию Дору-Литорал. Входит в экономико-статистический  субрегион Энтре-Доуру-и-Воуга, который входит в Северный регион. Население составляет 4998 человек. Занимает площадь 4,87 км².
Покровителем района считается Святой Кристован (порт. S. Cristovão). 